# Alpenkorps
Con il termine Alpenkorps si indicavano le truppe da montagna tedesche, utilizzate durante la fase iniziale prima guerra mondiale, lungo il confine alpino italo-austriaco, soprattutto sul fronte dolomitico. Nell'ottobre 1917 svolse un ruolo di grande importanza nella battaglia di Caporetto, contribuendo alla vittoria tedesca. L'impiego e l'utilizzo di questo corpo ricordava sotto molti aspetti quello degli alpini italiani.

## Storia
Dopo le difficoltà avute con gli Chasseurs Alpins francesi nella regione dei Vosgi durante la battaglia delle Frontiere, il Deutsches Heer decise di creare delle truppe specializzate per l'ambiente montano.
A Monaco, il 21 novembre 1914 furono così formati due battaglioni: il Kgl. Bayerisches Schneeschuhbataillon I e il Schneeschuhbataillon II, letteralmente "battaglione bavarese racchette da neve". Nell'aprile 1915 fu formato anche il Schneeschuhbataillon III, con due compagnie provenienti dal Schneeschuhbataillon II, la 4a e la 6a.
Nel maggio 1915, i tre battaglioni furono portati assieme ad un quarto nuovo battaglione (composto da truppe provenienti dal Landwehr bavarese) a formare il 3º reggimento Jäger (cacciatori). Nell'ottobre dello stesso anno la designazione Schneeschuhbataillon fu eliminata.
Sempre nel maggio 1915, i precedenti separati battaglioni Jäger (1º, 2º e 2º di riserva) furono riuniti per formare il Kgl. Bayer. Jäger Regiment Nr. 1 (1º reggimento bavarese di cacciatori). Il 10º battaglione prussiano, il 10º di riserva e il 14º battaglione Jäger furono anche uniti per formare il Jäger Regiment Nr. 2.
Queste unità, assieme al Königlich Bayerisches Infanterie-Leib-Regiment e al reggimento bavarese di Leibwache divennero il cuore del corpo dell'Alpenkorps, a cui vennero assegnate artiglierie, mitragliatrici e altre unità di supporto.
Il corpo fu ufficialmente fondato il 18 maggio 1915 dal tenente generale Konrad Krafft von Dellmensingen, dal maggior generale Ludwig Ritter von Tutschek e dal prussiano maggior generale Ernst von Below.
L'Alpenkorps si fece notare per le sue azioni a Verdun, quindi nei Balcani, a Salonicco e contro la Romania. Nell'ottobre 1917 venne di nuovo trasferito sul fronte italiano dove partecipò alla battaglia di Caporetto, dimostrando grande spirito offensivo e conquistando le importanti posizioni sul monte Colovrat. Tra gli ufficiali inferiori dell'Alpenkorps che si distinsero nella battaglia ci furono il tenente Ferdinand Schörner e il tenente Erwin Rommel (del XIII. corpo d'armata del Regio Esercito del Württemberg), futuri feldmarescialli nella seconda guerra mondiale.
Fu abolito a seguito dell'entrata in vigore del trattato di pace di Versailles che imponeva rigide restrizioni nell'apparato bellico tedesco.
Anni dopo vennero create le Gebirgdivisionen, divisioni di montagna utilizzate nella seconda guerra mondiale, molto simili all'Alpenkorps.

### Fronte dolomitico
Nonostante la Germania e l'Italia non fossero ancora in guerra (fino al 1916), l'Alpenkorps fu subito mandato a rinforzare la sottile linea difensiva sul fronte dolomitico. In queste occasioni il corpo non svolse alcuna azione offensiva, ma difese il fronte dai continui attacchi degli Alpini, fino a che l'Impero austro-ungarico non fu capace di sottrarre truppe dal fronte orientale e ridisporle sul nuovo fronte.
In quest'occasione alle truppe fu aggiunta un'unità aerea, il Feldflieger Abteilung (FFA) che aveva disponibili aerei Morane-Saulnier Type L.
Il corpo fu molto attivo soprattutto sul Col di Lana.

## Ordini di battaglia

### Ordine di battaglia al 27 maggio 1915
- Kgl. Bayerische Jäger-Brigade 1:
  - Kgl. Bayerisches 1. Jäger-Regiment
    - Kgl. Bayerisches Jäger-Bataillon Nr. 1 König
    - Kgl. Bayerisches Jäger-Bataillon Nr. 2
    - Kgl. Bayerisches Reserve-Jäger-Bataillon Nr. 2

  - Kgl. Bayerisches Infanterie-Leib-Regiment
- Kgl. Bayerische Jäger-Brigade 2:
  - Jäger-Regiment Nr. 2
    - Hannoversches Jäger-Bataillon Nr. 10
    - Reserve-Jäger-Bataillon Nr. 10
    - Reserve-Jäger-Bataillon Nr. 14

  - Jäger-Regiment Nr. 3
    - I./Jäger-Regiment Nr. 3 (Kgl. Bayerisches Schneeschuhbataillon I)
    - II./Jäger-Regiment Nr. 3 (Schneeschuhbataillon II)
    - III./Jäger-Regiment Nr. 3 (Schneeschuhbataillon III)
    - IV./Jäger-Regiment Nr. 3 (Kgl. Bayerisches Schneeschuhbataillon IV)
- Gebirgs-MG-Abteilungen Nr. 201-210 (206-209 erano Bavaresi)
- Reserve-MG-Abteilung Nr. 4
- 3.Eskadron/Kgl. Bayerisches 4. Chevauleger-Regiment König
- Gebirgs-Artillerie-Abteilung Nr. 1
- Kgl. Bayerische Gebirgs-Artillerie-Abteilung Nr. 2
- Feldartillerie-Abteilung Nr. 203
- Feldartillerie-Abteilung Nr. 204
- Fußartillerie-Batterie Nr. 101
- Fußartillerie-Batterie Nr. 102
- Pionier-Kompanie Nr. 101
- Kgl. Bayerische Pionier-Kompanie Nr. 102
- Kgl. Bayerische Gebirgs-Minenwerfer-Abteilung Nr. 269
- Gebirgs-Minenwerfer-Abteilung Nr. 270

### Ordine di battaglia al 17 agosto 1918
- 1. Kgl. Bayerische Jäger-Brigade:
  - Kgl. Bayerisches Infanterie-Leibregiment
  - Kgl. Bayerisches 1. Jäger-Regiment
  - Jäger-Regiment Nr. 2
  - MG-Scharfschützen-Abteilung Nr. 24
  - Gebirgs-MG-Abteilung Nr. 204
  - Gebirgs-MG-Abteilung Nr. 205
- 3.Eskadron/Kgl. Bayerisches 4. Chevauleger-Regiment König
- Kgl. Bayerischer Artillerie-Kommandeur 7:
  - Feldartillerie-Regiment Nr. 204
  - Gebirgs-Artillerie-Abteilung Nr. 6
  - I./Kgl. Bayerisches 1. Reserve-Fußartillerie-Regiment
- Stab Kgl. Bayerisches 9. Pionier-Bataillon:
  - Kgl. Bayerische 102. Pionier-Kompanie
  - Pionier-Kompanie Nr. 283
  - Gebirgs-Minenwerfer-Kompanie Nr. 175
- Divisions-Nachrichten-Kommandeur 622

## Comandanti
- Tenente generale Konrad Krafft von Dellmensingen --- 21 maggio 1915 - 28 febbraio 1917
- Tenente generale Leo Sonntag --- 1. marzo - 4 settembre 1917
- Maggiore generale Ludwig Ritter von Tutschek --- 5 settembre 1917 - 2 dicembre 1918